# Swamplord
Swamplord – pierwszy album studyjny fińskiej grupy muzycznej Kalmah.

## Lista utworów
1. „Evil in You” – 5:08
2. „Withering Away” – 3:34
3. „Heritance of Berija” – 4:30
4. „Black Roija” – 4:15
5. „Dance of the Water” – 4:31
6. „Hades” – 4:25
7. „Alteration” – 4:42
8. „Using the Word” – 5:07

## Twórcy
- Pekka Kokko – śpiew, gitara
- Antti Kokko – gitara
- Altti Veteläinen – gitara basowa
- Petri Sankala – perkusja
- Pasi Hiltula – keyboard